# Francesco Barbaro
Francesco Barbaro, italijanski renesančni humanist, * 1390, Benetke, † 1454.